# Кормано
Кормано (итал. Cormano) је насеље у Италији у округу Милано, региону Ломбардија.
Према процени из 2011. у насељу је живело 19452 становника. Насеље се налази на надморској висини од 152 м.

## Становништво
| 1931. | 1936. | 1951. | 1961.  | 1971.  | 1981.  | 1991.  | 2001.  | 2011.  |
| ----- | ----- | ----- | ------ | ------ | ------ | ------ | ------ | ------ |
| 3.475 | 4.080 | 6.016 | 12.616 | 20.440 | 19.247 | 18.860 | 18.056 | 19.944 |